# Unión Huaral
Club Sport Unión Huaral is een Peruviaanse voetbalclub uit Huaral. De club werd opgericht op 20 september 1947. De thuiswedstrijden worden in het Estadio Julio Lores Colán gespeeld, dat plaats biedt aan 6.000 toeschouwers. De clubkleuren zijn rood-wit.

## Erelijst
- Primera División:

Winnaar: (2) 1976, 1989
Runner up: (1) 1974